# Luis Valls Bosch
Luis Valls Bosch (Alger, 25 d'octubre de 1916 - València, 29 de setembre de 1983) va ser un músic valència amb 537 composicions musicals, entre cobla, cançó moderna i frívoles.

## Biografia
Els seus pares, Vicente i Maria, de la Vila Joiosa i Ondara respectivament, es van conèixer treballant ambdós a Alger, ell com ebenista i ella, molt jove, ajudant la seva mare a cosir uniformes militars. Allà es van casar i van néixer els seus dos primers fills: Luis i Isabel. L'any 1919 van tornar a València, i el seu pare els va nacionalitzar immediatament com a espanyols. Anys després tindrien a la seva tercera filla Maria.
Luis va iniciar els seus estudis a les Escoles Pies. Aviat va néixer la seva afició a la música cursant els seus estudis de solfeig, piano, violí i harmonia i composició a l'Escola de la Societat Coral El Micalet, (anys 1930 a 1936), examinant per convocatòria lliure al Conservatori de Música i Declamació de València. Va cursar, a més estudi oficial d'Estètica i Història de la Música també en el Conservatori de València. En l'Oposició a Premi de l'assignatura de Piano celebrada el 6 de juliol de 1935, va obtenir el Diploma de Primera Classe.
Era tal la seva afició i bon fer, que va acabar amb notes brillants aquestes tres carreres en un temps rècord. Un cop finalitzades, va esclatar la guerra civil i va ser cridat a files per l'exèrcit republicà, romanent a Madrid, en el cos de Transmissions, durant tres anys, en aquest període va pertànyer a la banda de música i va compondre el primer "himno de transmisiones", amb lletra de Fernando Defauce. Quan va acabar la guerra fou portat a un camp de concentració, d'on va escapar i va tornar a València caminant. Va ser reclamat de nou, aquesta vegada per l'exèrcit franquista, va estar destinat, durant quatre anys, a Tànger i Tetuan.
A Tànger va formar, amb altres companys una orquestra ("A.B.C"), tocant llavors el contrabaix. Aquesta orquestra actuava amenitzant els balls en alguns locals de la ciutat aprofitant els passis i permisos.
Un cop finalitzat el servei militar i sent conegut en el món artístic, la companyia de "Bertini" el va contractar com a pianista i va ser amb ell des de 1943 fins a 1946. Posteriorment el va contractar la companyia d'Antonio Machín, durant els anys 1946 fins al 1949.
En ambdues companyies actuava una jove canzonetista de cobla, Luci Gómez que, com era habitual llavors, viatjava amb la seva mare. Aviat es van enamorar i un cop finalitzada la gira amb Antonio Machín, es van casar el 1949 a València, deixant ella el món de l'espectacle. D'aquest matrimoni van néixer tres fills. Maria A., Isabel i Luis.
Va obrir, a casa seva a València un "Estudi de Varietats", on impartia classes de música i de cant als artistes novells i artistes professionals que necessitaven canviar de repertori i assajar noves cançons, moltes compostes per ell mateix.
Per la seva acadèmia van passar artistes com: Gonzalo Tortosa Enguix, El Gitano Blanco, Pedrito Rico, Rafael Conde El Titi, Carmen Morell, Pastora de Córdoba, Rosita Amores, Antonio Amaya, Pepe Marqués, Julita Diaz, Pola Cunard, Mary d'Arcos a més una infinitat de cantants i vedettes, entre les que es troben. A més, va acompanyar al piano a totes les companyies de revista i de varietats que venien a València. Artistes com Conchita Bautista, Lolita Sevilla, Nino Bravo, Tania Doris i moltíssims més artistes de l'època. També va treballar, durant molts anys en els espectacles de varietats que tenien lloc en les festes dels pobles de la Comunitat Valenciana i que llavors es deien "bolos". Posteriorment es posaria de moda la música "enllaunada" que es deia llavors i ja no van ser necessaris els músics en els espectacles, de manera que ja es va dedicar plenament a compondre i a atendre la nombrosa clientela de la seva acadèmia.

## Llegat[calcitació]
Va ser un autor molt prolífic i va compondre al llarg de la seva vida 205 cançons amb el seu principal lletrista i amic, Vicente Raga Ramon, i altres 332 amb lletra d'altres autors el que fa un total de 537 cançons, entre cobla, cançó moderna i frívoles.
La seva música es va interpretar per tot el món en les gires que realitzaven aquests artistes. Fins a la seva mort, el 1983 hi havia un total de 42 discos de vinil que contenien cançons seves, inclosa la cançó "Llna de Palma" que va guanyar el primer accèssit al I Festival de Benidorm el 1959, interpretada per Mari Sánchez i els Bandama. També Manolo Escolar li va gravar En un pequeño pueblo, Lolita Sevilla i Carmen Flores van gravar així mateix Mi vida privada, Rosita Amores va enregistrar Ponle Menta A partir d'aquesta data es van gravar més de 15 LP així com altres tants CD.
Mai va voler anar a Madrid, que llavors era el centre neuràlgic del món artístic. Mai va sortir de València, excepte per a les gires. Preferia gairebé l'anonimat i era clàssic en ell que quan l'artista demanava al públic un aplaudiment per al mestre, es limitava a aixecar la mà, agitant com agraïment, sense aixecar-se del piano.
Tan "d'incògnit" va passar aquest magnífic pianista i compositor per la vida que en el "Diccionario de la música valenciana", de dos toms patrocinat per l'ICCMU (Institut Complutense de Ciències Musicals, la Fundación Autor de la SGAE (on té registrades les 537 cançons) i l'IVM (Institut Valencià de la Música, de la Generalitat Valenciana), no figura el seu nom. Per aquestes tres entitats no ha existit aquest personatge valencià la música del qual - s'ha escoltat i se segueix escoltant per tot el món.
Podem trobar la seva obra a Youtube on per exemple la cançó Mi vida privada és interpretada per infinitat d'artistes amb diferents versions, (Magdalena Romero, Consuelo, Antonio Amaya, Rafael Conde El Titi, Erika Leiva, Pepe Triana, Ana Maria Vega, Patricia del Rio, etc.

## Discografia[4]
| Any  | Discogràfica           | Intèrpret                  | Cançó                                                      |
| ---- | ---------------------- | -------------------------- | ---------------------------------------------------------- |
| ??   | Eta 180                | Miguel El Murciano         | Siempre Linares                                            |
| 1959 | Columbia               | Mary Sanchez y Los Bandama | Luna de Palma                                              |
| 1960 | Saef                   | Pastora de Córdoba         | Siempre Linares                                            |
| 1960 | Saef                   | Pastora de Córdoba         | Que le pasa a Gabriela Pastora y ganadera                  |
| 1960 | Saef                   | El Mejorano                | Frasquita mia Hay que divertirse                           |
| 1961 | Saef                   | El Mejorano                | Un gitano discutía                                         |
| 1962 | Discophon              | Pastora de Córdoba         | Color moreno                                               |
| 1962 | Discophon              | Pastora de Córdoba         | La malva                                                   |
| 1963 | Belter                 | Los Extremeños             | Calor y más calor                                          |
| 1963 | Belter                 | Los Canasteros             | Valencia guapa                                             |
| 1963 | Belter                 | Rafael Conde El Titi       | Gitano colorines                                           |
| 1963 | Hispavox               | Quique Roca y su conjunto  | Luna de Palma                                              |
| 1963 | Philips                | Manolo de Jerez            | Tierras de Andalucía                                       |
| 1963 | Hispavox               | Maxi y su conjunto         | Luna de Palma                                              |
| 1964 | Columbia               | Esmeralda Mistral          | Adiós a una estrella                                       |
| 1964 | Odeon EMI              | Antonio Amaya              | Lola española                                              |
| 1964 | Belter                 | Rafael Conde Rl Titi       | Repique de castañuelas                                     |
| 1964 | Odeon                  | Antonio Amaya              | El gitano colorines                                        |
| 1964 | Odeon                  | Antonio Amaya              | Color moreno Lola y el rey                                 |
| 1964 | Belter                 | Rafael Conde El Titi       | El brujo del taconeo                                       |
| 1965 | Belter                 | Las Paquiras               | Las Paquiras                                               |
| 1965 | Belter                 | Las Paquiras               | Como juego de amor Recordando siempre                      |
| 1965 | Belter                 | Las Paquiras               | Así te quiero Dolores                                      |
| 1965 | Odeon EMI              | Antonio Amaya              | Todas tus cartas                                           |
| 1966 | Discos Tempo           | Los gemelos del sur        | Así te quiero Dolores                                      |
| 1966 | Belter                 | El Mejorano                | Nena morena Ponle menta                                    |
| 1966 | Belter                 | El Mejorano                | Volviendo al mar                                           |
| 1966 | Belter                 | Rafael Conde El Titi       | Así te quiero Dolores Hoy torea El Cordobés                |
| 1966 | Belter                 | Rafael Conde El Titi       | Chocante Tierra de Andalucia                               |
| 1966 | Belter                 | El Mejorano                | Así te quiero Dolores                                      |
| 1966 | Belter                 | El Mejorano                | Lola española                                              |
| 1967 | Odeon                  | Antonio Amaya              | En un pequeño pueblo                                       |
| 1968 | Belter                 | Manolo Escobar             | En un pequeño pueblo                                       |
| 1968 | RCA Victor             | luis lucena                | ¡Ay! Niña hermosa                                          |
| 1968 | la voz de su amo – EMI | Gimeno                     | Cantares de pescaores Malditas lenguas Embrujo de guitarra |
| 1969 | Belter                 | Dos españoles              | Saliendo de España si… señor                               |
| 1973 | EMI regal              | Dimas de Jaén              | Quiero cantar                                              |
| 1974 | Acropol                | Jean de la Cruz            | El ocaso del hombre                                        |
| 1974 | Belter                 | Ana Kiro                   | Mi vida privada                                            |
| 1975 | Acropol                | Carmen Montenegro          | No me quedaré en París                                     |
| 1977 | Mayra                  | Heriberto                  | Que mala eres                                              |
| 1978 | Impacto                | José Marqués               | Podrás comprenderme                                        |
| 1986 | Xirivella records      | Alfredo Rey                | No me quedaré en París                                     |

| Any  | Discogràfica      | Àlbum                      | Intèrpret       | Cançó                  |
| ---- | ----------------- | -------------------------- | --------------- | ---------------------- |
| 1975 | Discophon         | ¿?                         | Lolita Sevilla  | Mi vida privada        |
| 1978 | RCA               | Una canción de España      | Luis Lucena     | Martirio y tormento    |
| 1982 | Belter            | Libertad                   | Luis Lucena     | Si yo fuera moro       |
| 1987 | Twins             | Otxoa sexual y autoritaria | Otxoa           | Adiós a una estrella   |
| 1988 | Xirivella Records | Grandes éxitos             | Rosita Amores   | Ponle menta            |
| 1989 | Dial Discos       | Las noches de Canal        | Vicente Ramírez | Fuego mágico           |
| 1990 | Dial Discos       | Canal y sus noches         | Vicente Ramírez | Andalucía y sus noches |
| 1990 | Dial Discos       | Canal y sus noches         | Vicente Ramírez | Como Triana ninguna    |
| 1992 | Barry estudios    | Benvinguts a València      | Vicente Ramirez | Que mala eres          |
| 1992 | Barry estudios    | Benvinguts a València      | Vicente Ramirez | Dame veneno            |